# Fernanda Nissen

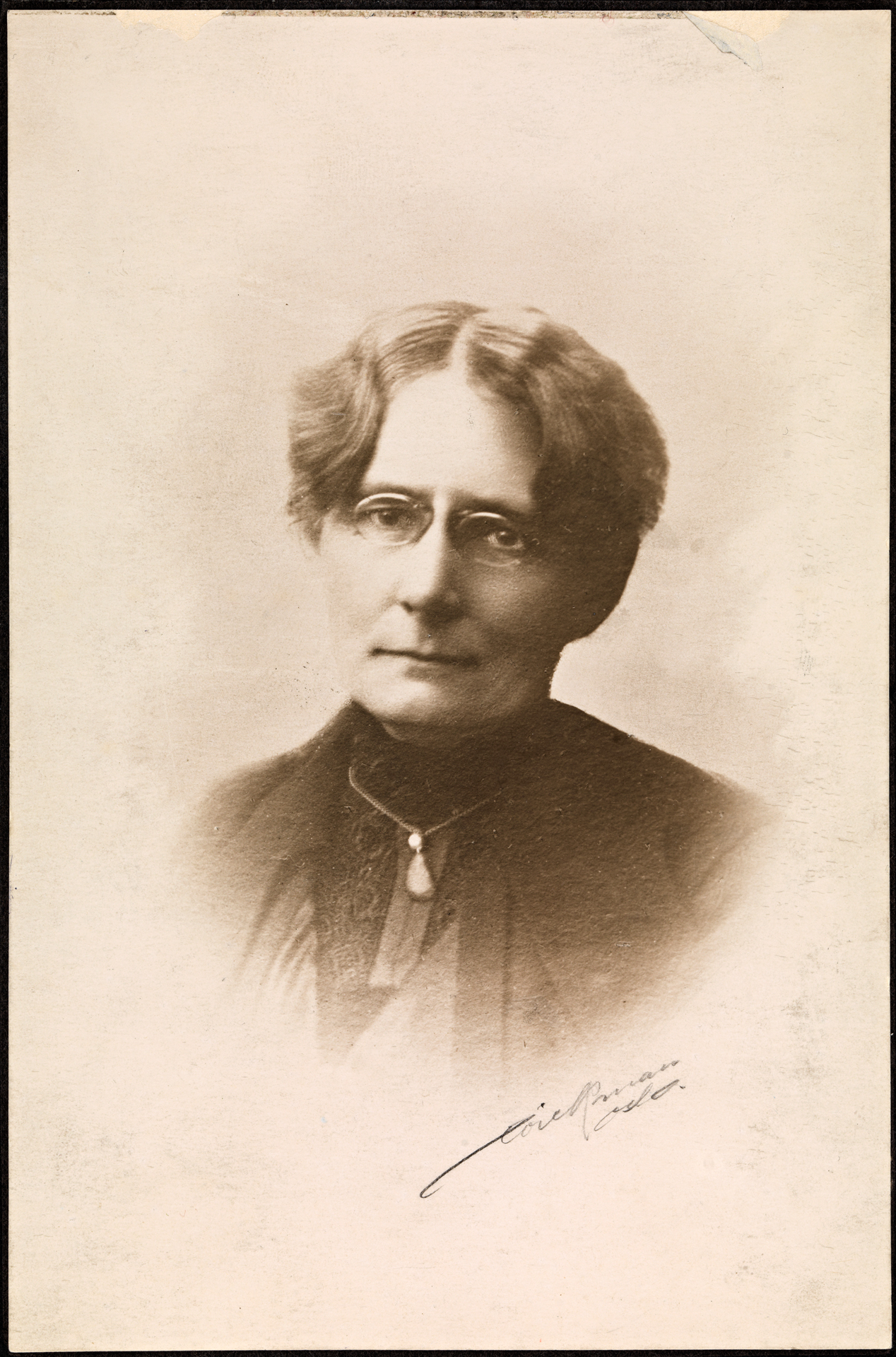
Fernanda Nissen

Petra Gregorine Fernanda Nissen (geboren als Thomesen am 15. August 1862 in Sannidal, Telemark; † 3. April 1920 in Barmen) war eine norwegische Journalistin, Literatur- und Theaterkritikerin sowie Politikerin und Frauenrechtlerin.

## Familie
Sie wurde 1862 geboren in einer bürgerlichen Familie als Tochter vom Reeder und Konsul Thomes Thomesen und Bertha Marthine Olea Debes. Sie war die Nichte von Ole Thomesen.
Sie war verheiratet mit dem Zeitungsredakteur und Politiker Lars Holst von 1882 bis 1895 und schließlich mit dem Arzt Oscar Nissen von 1895 bis 1911. Sie war die Mutter vom Schriftsteller Helge Holst. Durch ihre Schwester Sophie war sie die Schwägerin vom Maler und Zeichner Erik Werenskiold und die Tante von Werner und Dagfin Werenskiold.

## Karriere
Sie war zuerst tätig in der bürgerlichen Frauenbewegung bei dem Skuld-Verein und der Norwegischen Frauenrechtsvereinigung. Später begann sie eine Lehrerausbildung aber musste das Studium wegen ihrer frühen Ehe aufgeben.
Sie arbeitete jedoch mehrere Jahre lang als Lehrerin und später als Journalistin. Sie arbeitete für Dagbladet in den 1880er Jahren und danach als Literatur- und Theaterkritikerin für die Zeitung Social-Demokraten von 1892 bis 1918. Sie war Vorsitzende des Fyrstikkarbeidernes fagforening ab dessen Gründung im Jahre 1899. Im Jahre 1909 wurde sie Herausgeberin der Zeitschrift Kvinden. Neben ihrer Arbeit als Journalistin übersetzte sie Feuilletons.
1913 wurde sie einer der zwei ersten Filmzensoren Norwegens. Sie gehörte einem Netzwerk von Schriftstellerinnen und Kritikerinnen neben und Nini Roll Anker, Hulda Garborg und Sigrid Undset.
In den 1880er Jahren war sie bei der Liberalen-Partei tätig und vertrat ab 1910 die Arbeiderpartiet im Stadtrat Kristiania. Als Politikerin in Oslo war sie Mitglied des Parkausschusses und wirkte auf die Verbesserung der Lebensbedingungen der armen Bewohner, insbesondere der Frauen und der Kinder. Sie beschäftigte sich auch mit Bildung und gründete die Oslo kommunale Humorschule, die 1916 eröffnet wurde und später in Fernanda Nissen videregående skole umbenennt wurde.

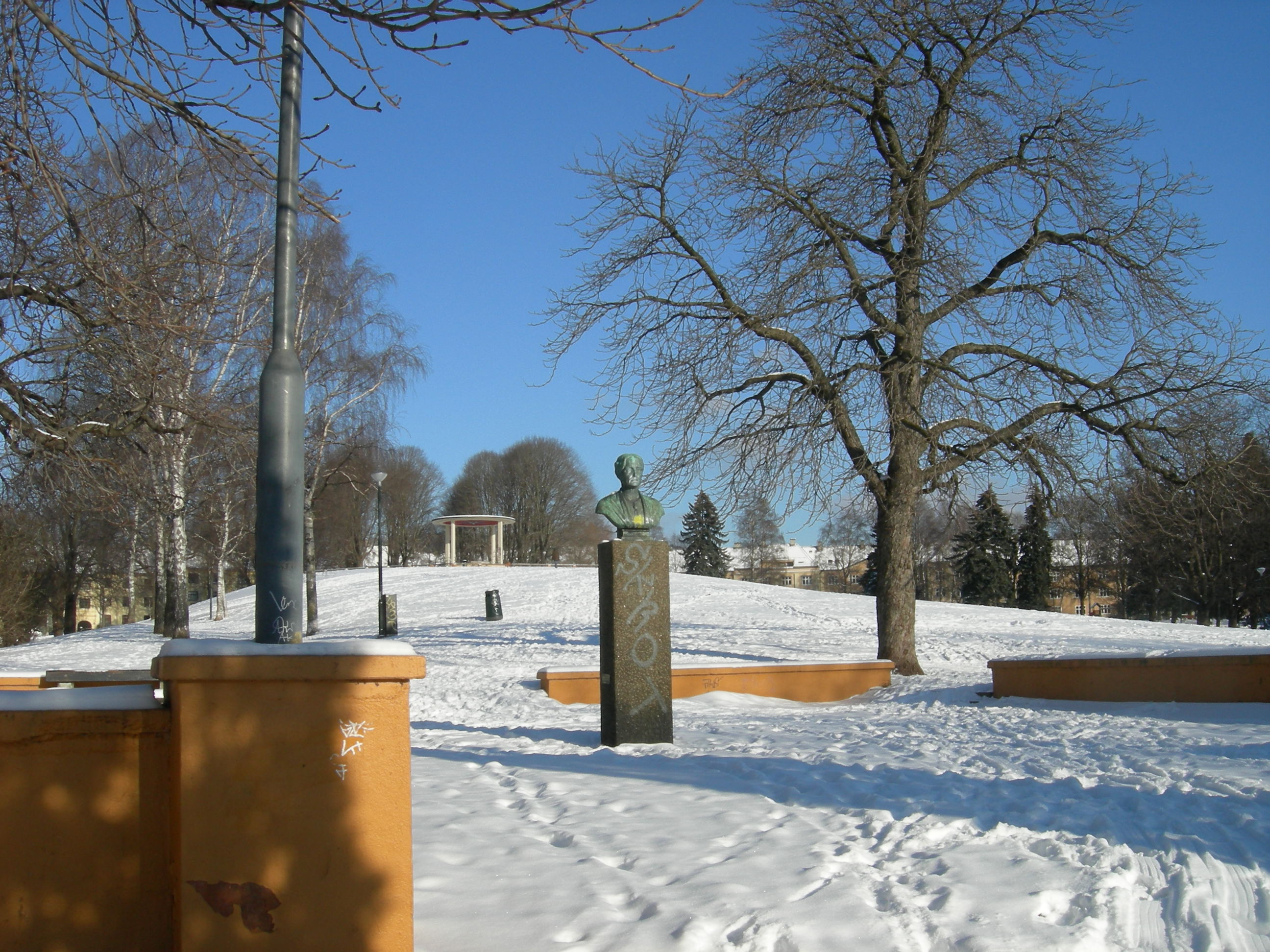
Büste von Nissen im Torshovpark in Oslo

## Tod und Würdigung
Nissen starb mit 57 Jahren an Lungenentzündung im Jahre 1920 in Barmen in Rheinland. Zwei Straßen im Stadtteil Sagene in Oslo und im Stadtteil Strindheim in Trondheim wurden nach ihr benannt. Seit 1931 steht im Torshovpark in Oslo ein Denkmal ihr zu Ehren, das vom Bildhauer Wilhelm Rasmussen geschaffen wurde.
Eine von Tone Ørvik geschaffene Büste von Nissen wurde am 7. März 2015 von der ehemaligen Kultusministerin Anniken Huitfeldt in Kragerø enthüllt.
Die Fernanda-Nissen-Grundschule in Storo wurde 2016 eröffnet.